# Johannes Meiner

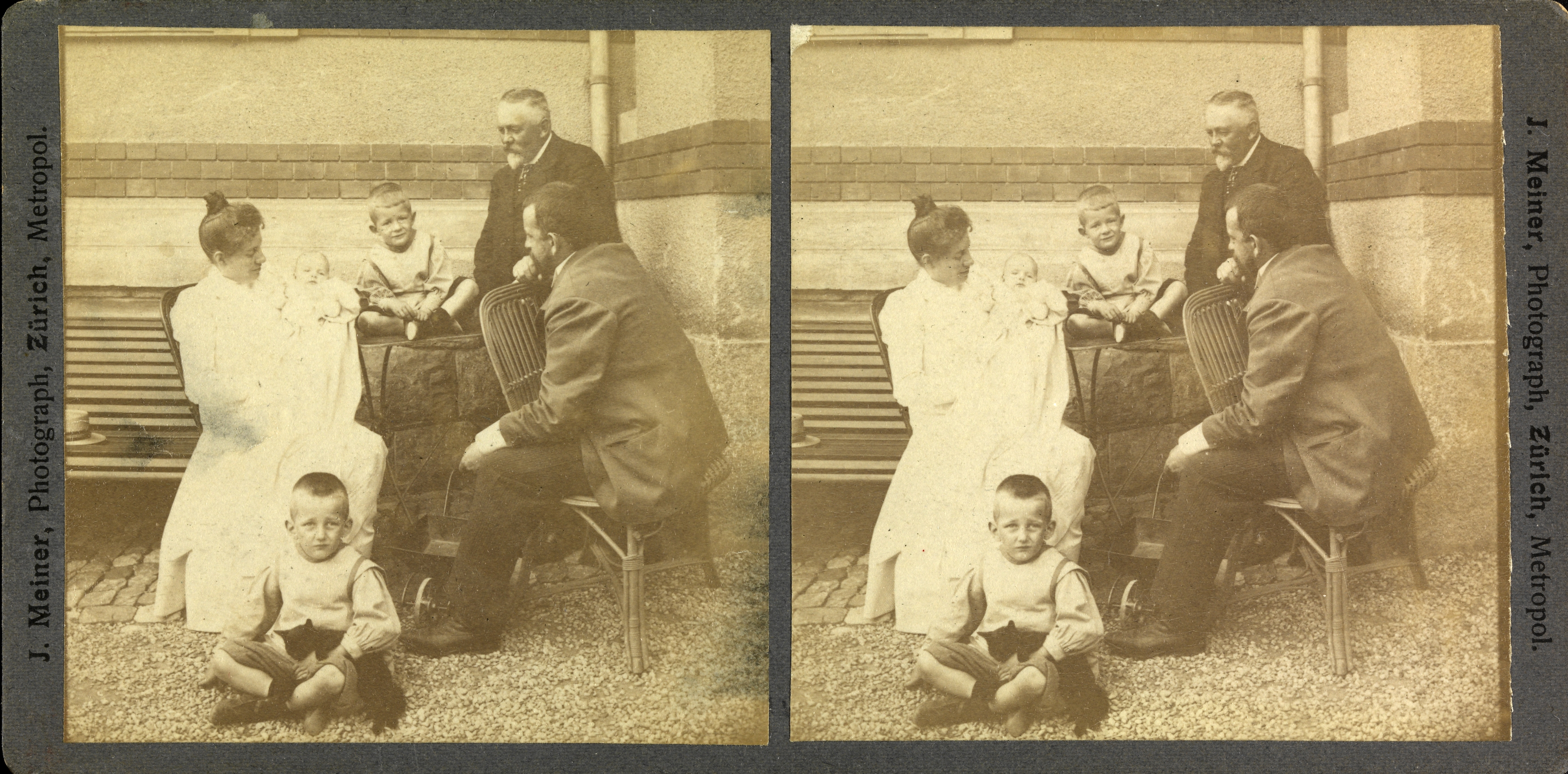
Rodinná fotografie

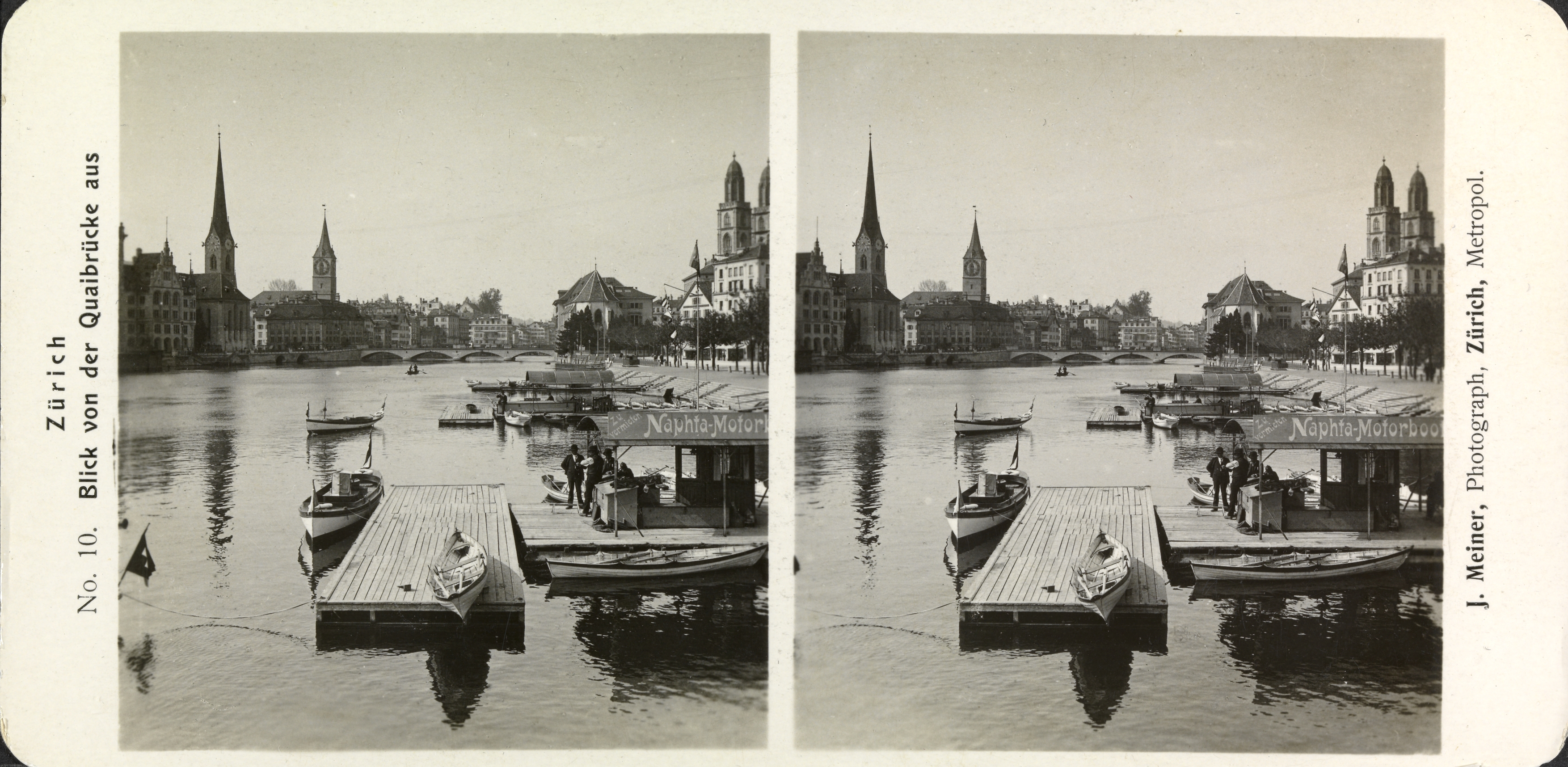
Pronájem "motorových člunů Naphta" na Quaibrücke v Curychu

Johannes Meiner (28. ledna 1867, Žitava – 15. června 1941, Curych) byl německý fotograf působící především ve švýcarském Curychu.

## Životopis
Johannes Meiner byl synem fotografa Adolpha Meinera, u kterého se od roku 1883 učil. Po ukončení studia opustil Žitavu a procestoval Německo, Francii, Švýcarsko a USA. Kolem roku 1893 byl zaměstnán u Billyho Koehna v Chicagu; zúčastnil se také světové výstavy v Chicagu. Nakonec se usadil v Curychu, kde v roce 1894 převzal ateliér fotografa Heinricha Wirtha na centrálním nádvoří na Kappelergasse 16.
V roce 1896 se oženil s Luisou Severinovou, s níž měl syny Ernsta Karla (1897-1983), Johanna Alberta, zvaného Hans (1897-1963) a Karla (* 1901). Zatímco Ernst Karl se věnoval lékařské kariéře a Karl se stal inženýrem, Hans Meiner šel v otcových šlépějích, vyučil se od otce fotografickému řemeslu a v roce 1934 převzal ateliér, který dříve fungoval pod jménem J. Meiner & Sohn.
V roce 1900 Johannes Meiner převzal studio od Julia Möbuse v budově Metropol na Börsenstrasse 10. Tento ateliér zabíral celé nejvyšší patro domu; měl také přijímací místnost v přízemí. Odtud zákazníci vyjeli výtahem do fotoateliéru. Z Meinerova ateliéru se dochovaly četné portréty.
Johannes Meiner v roce 1896 vstoupil do Svazu švýcarských fotografů a v letech 1899 až 1916 byl členem představenstva tohoto sdružení. Jako nadšený alpinista a lyžař také pořídil četné fotografie mimo svůj ateliér. Mnoho z jeho venkovních fotografií přežilo jako stereoskopické pohlednice; některé z nich patří do číslované série s fotografiemi ze Švýcarska. Přidružený stereoskop lze také zakoupit od společnosti Meiner.
Meiner obdržel zlatou medaili na kongresu v Gevaertu v roce 1913, stříbrnou medaili na švýcarské národní výstavě v Bernu v roce 1914 a diplom od Fotografické společnosti ve Vídni v roce 1934.
Baugeschichtliche Archiv v Curychu mu v roce 1996 věnoval výstavu Meiner & Sohn. Fotografie 1894–1963 a výstavu Dreidimensionales Zürich v roce 2013. Stereo obrazy od Johannese Meinera kolem roku 1900.

## Galerie

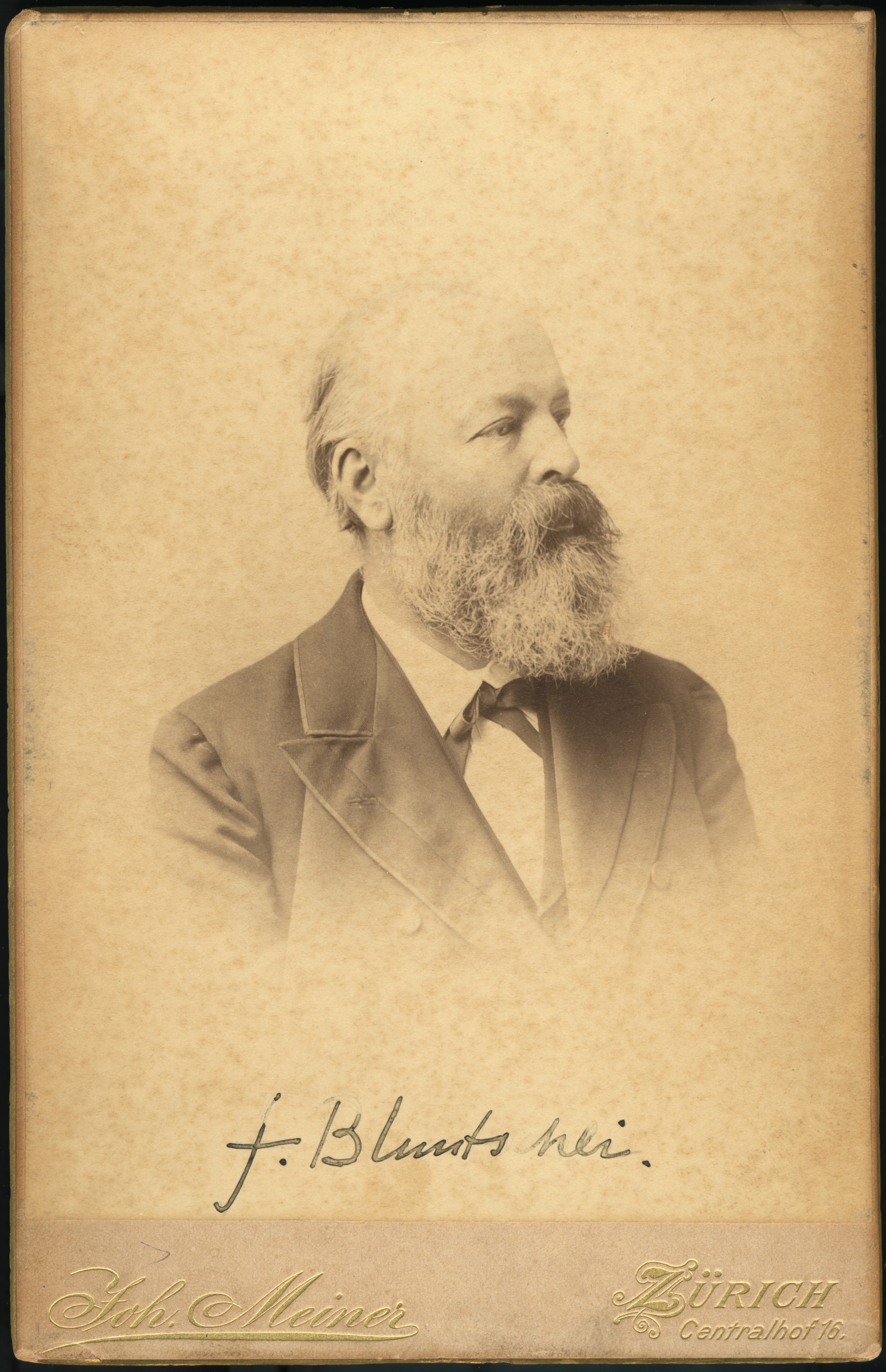
Friedrich Bluntschli
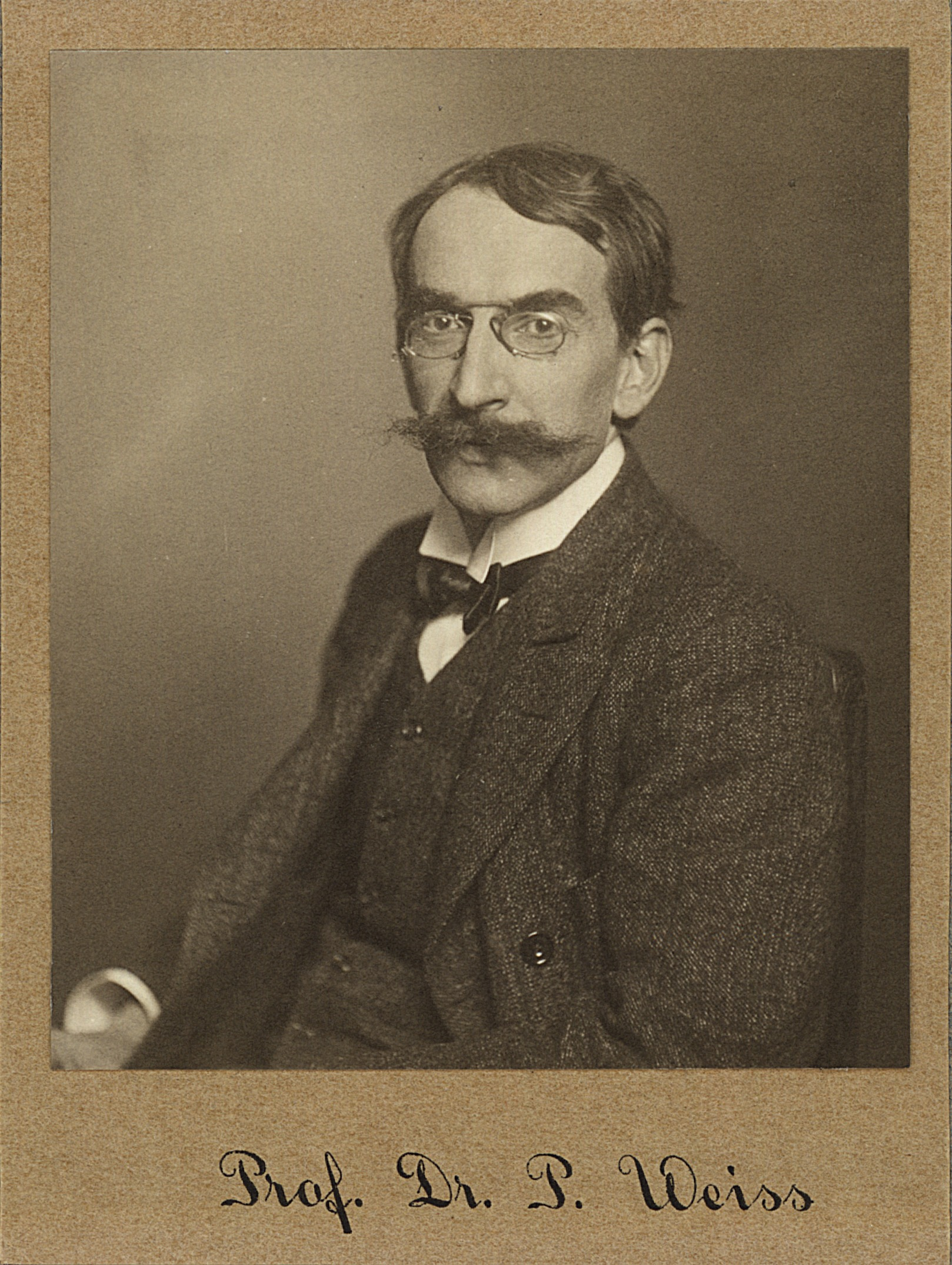
Pierre Weiss
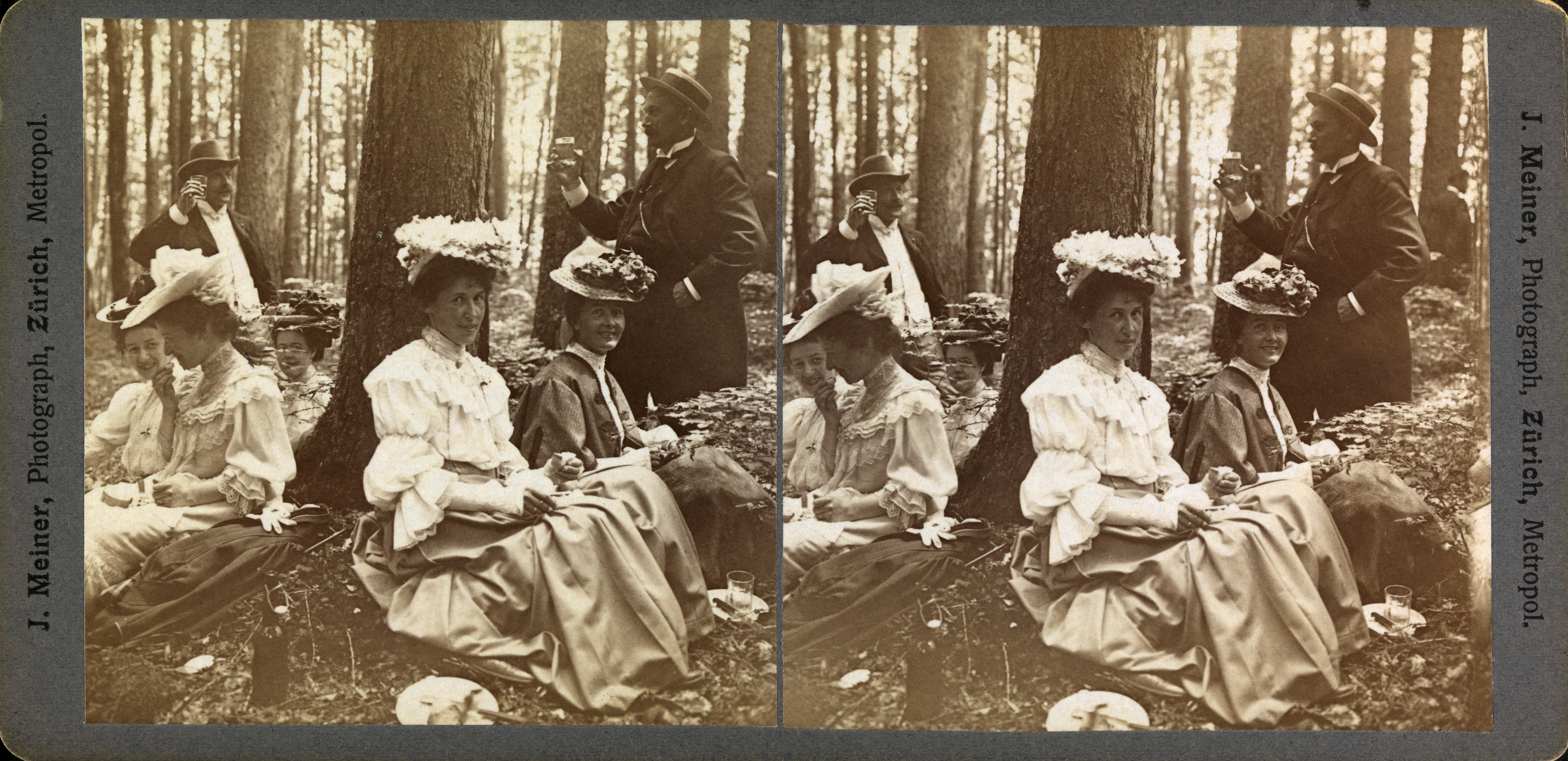
Piknik v lese
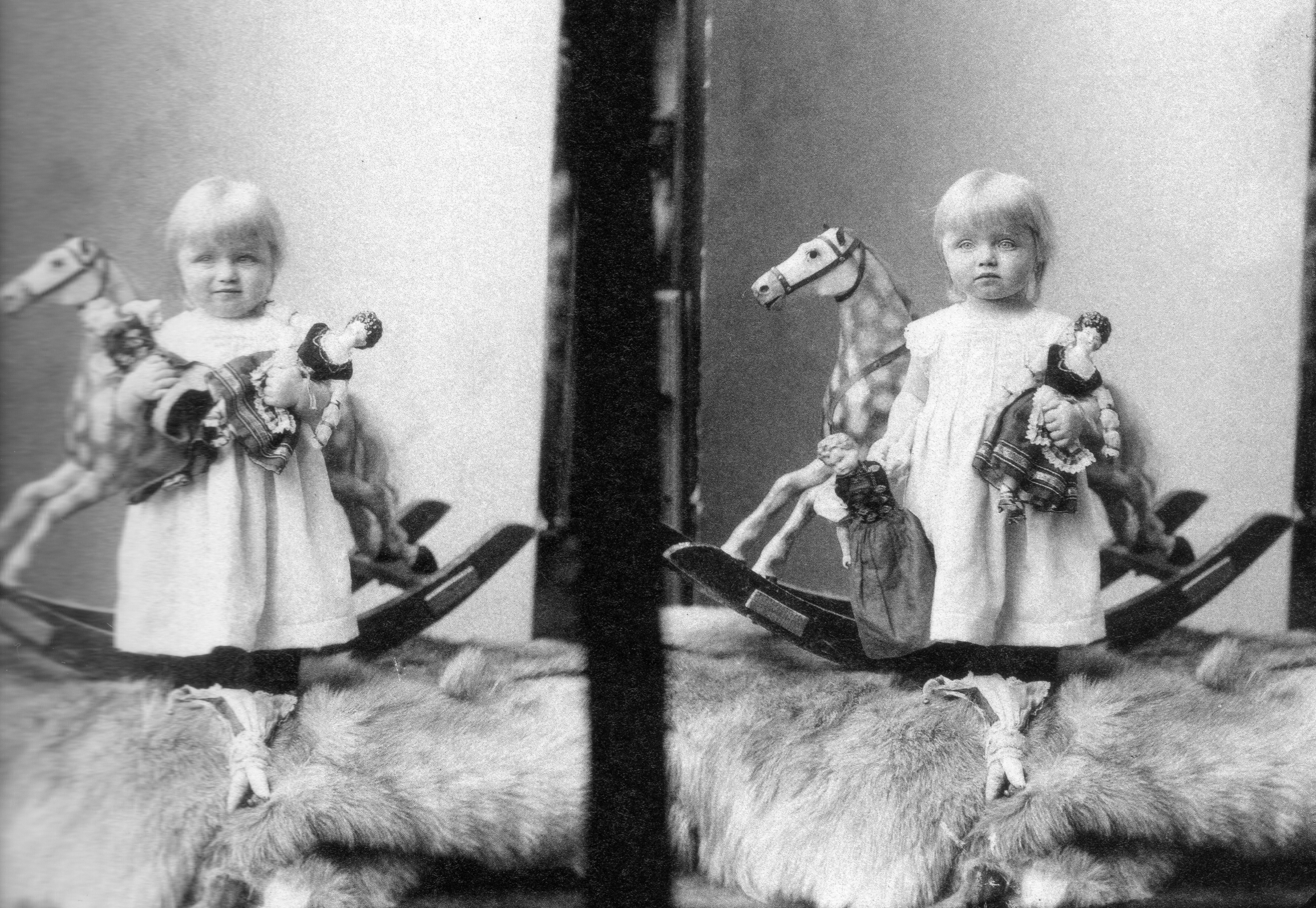
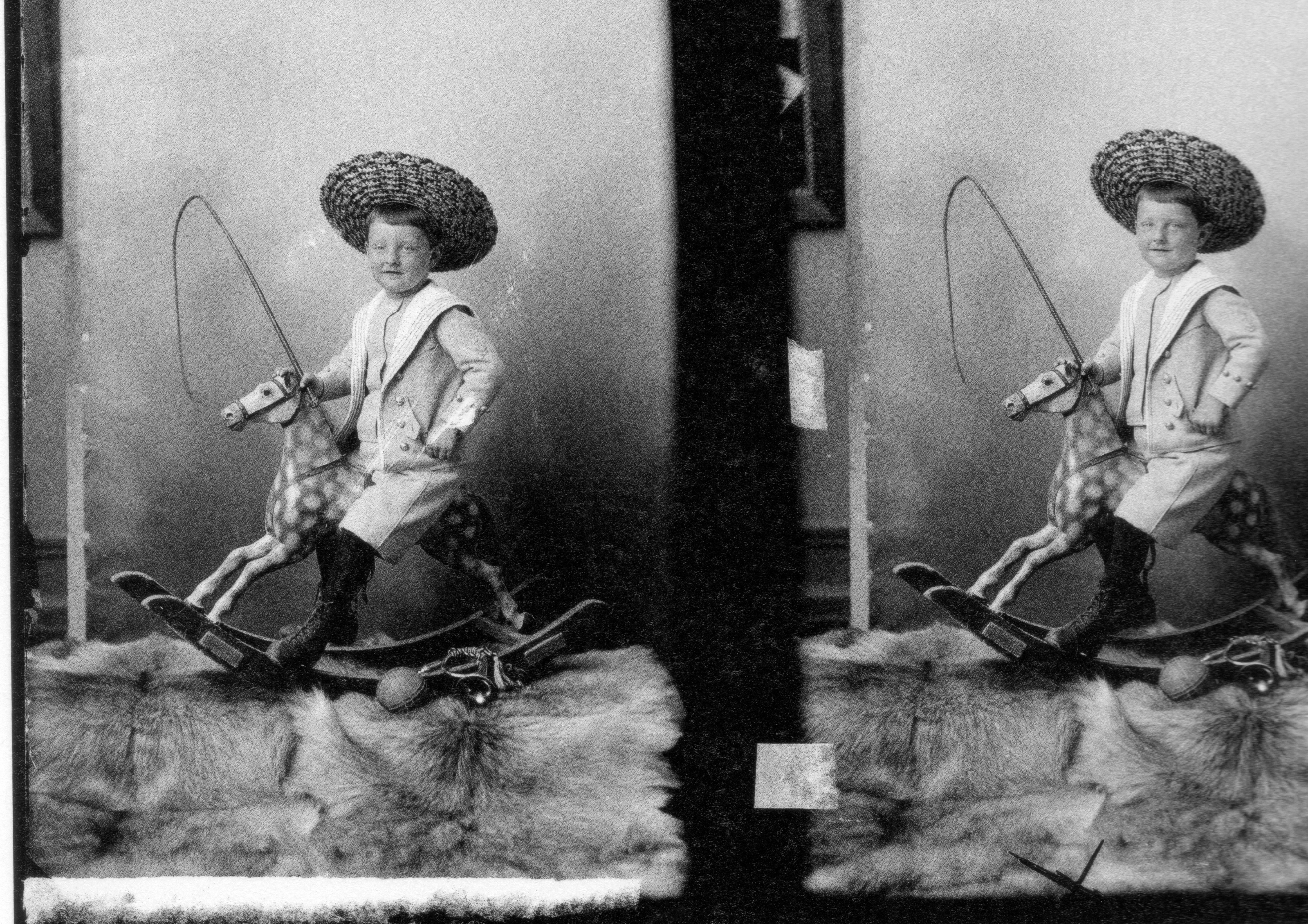
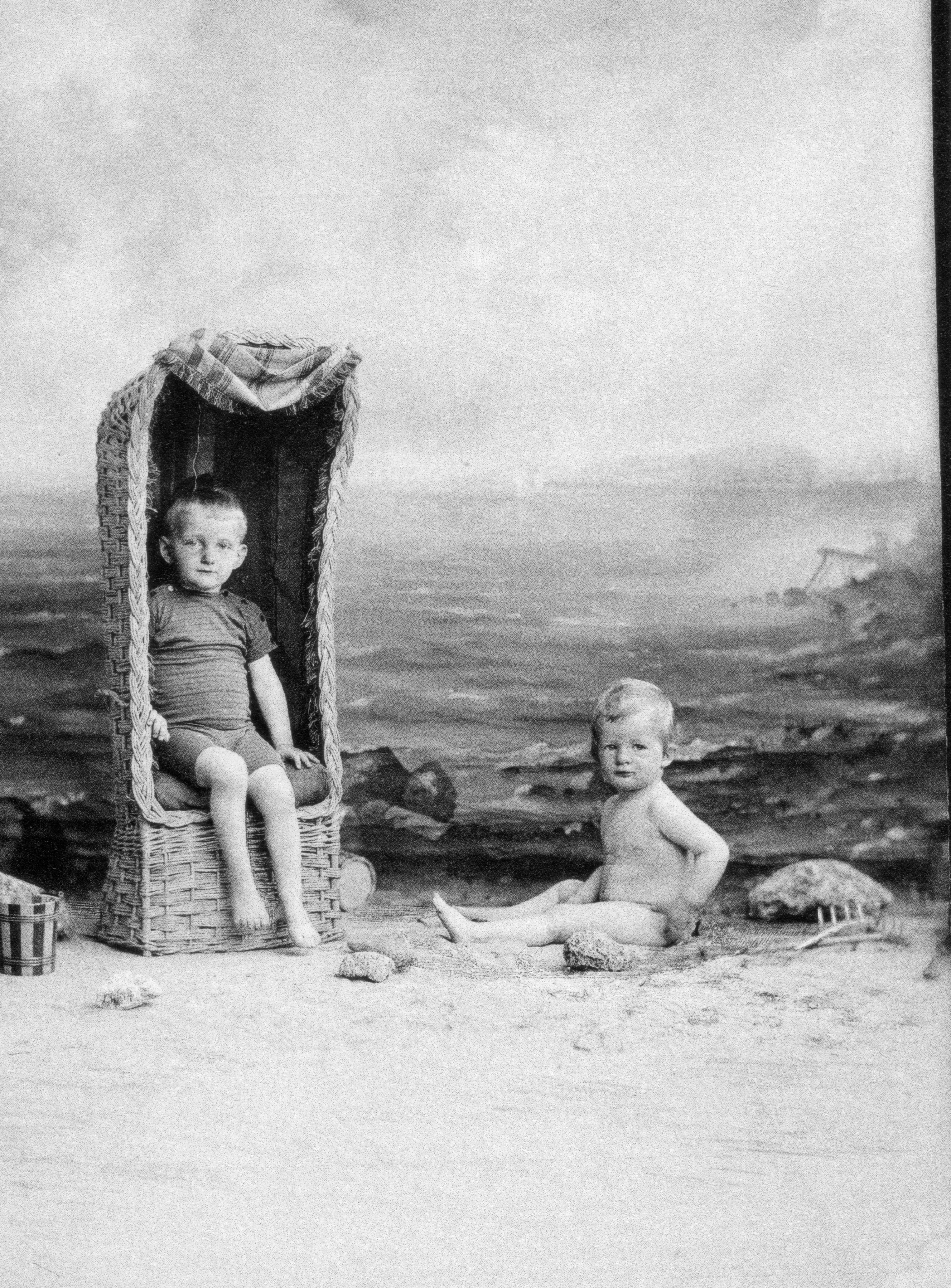
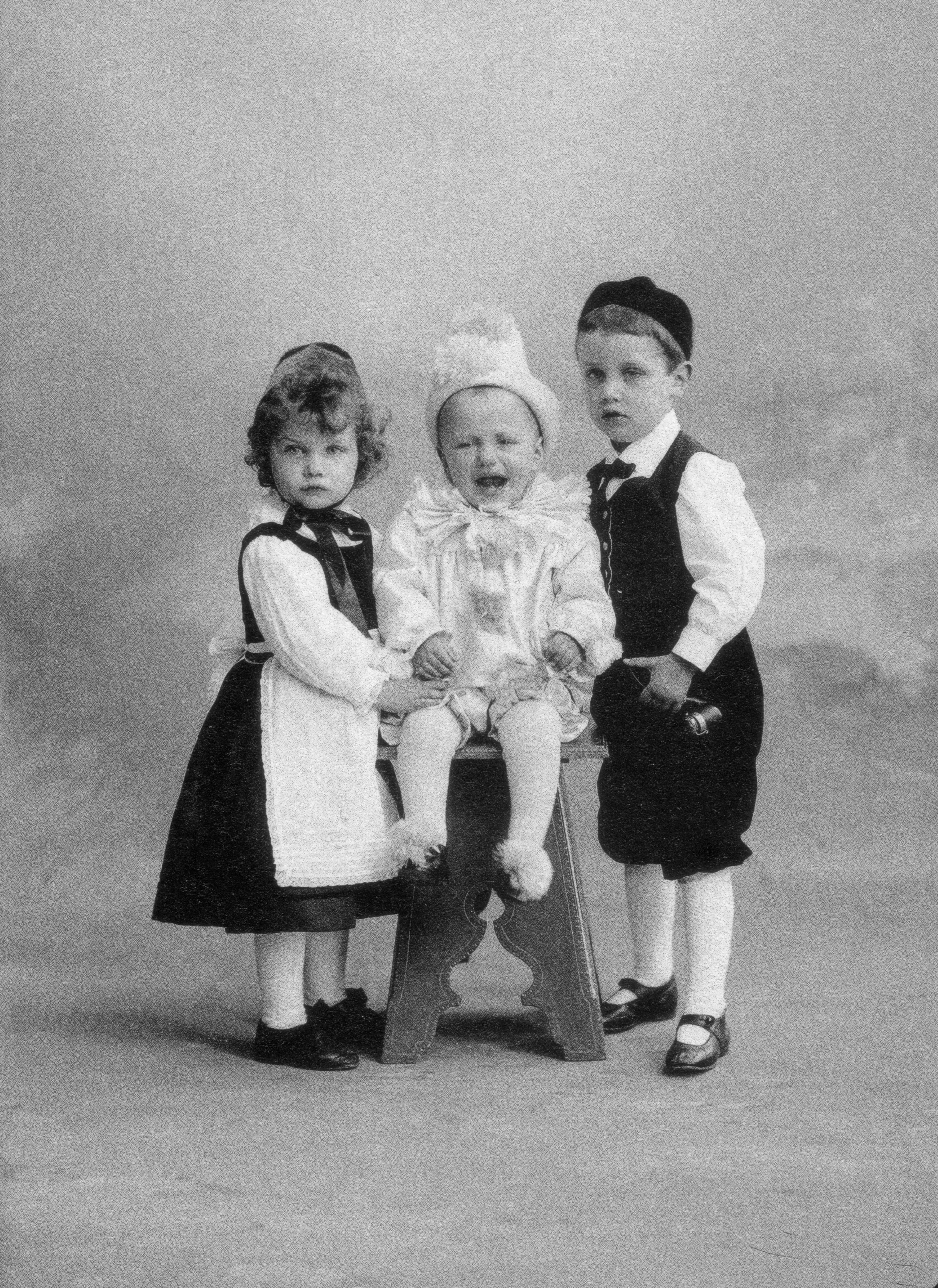
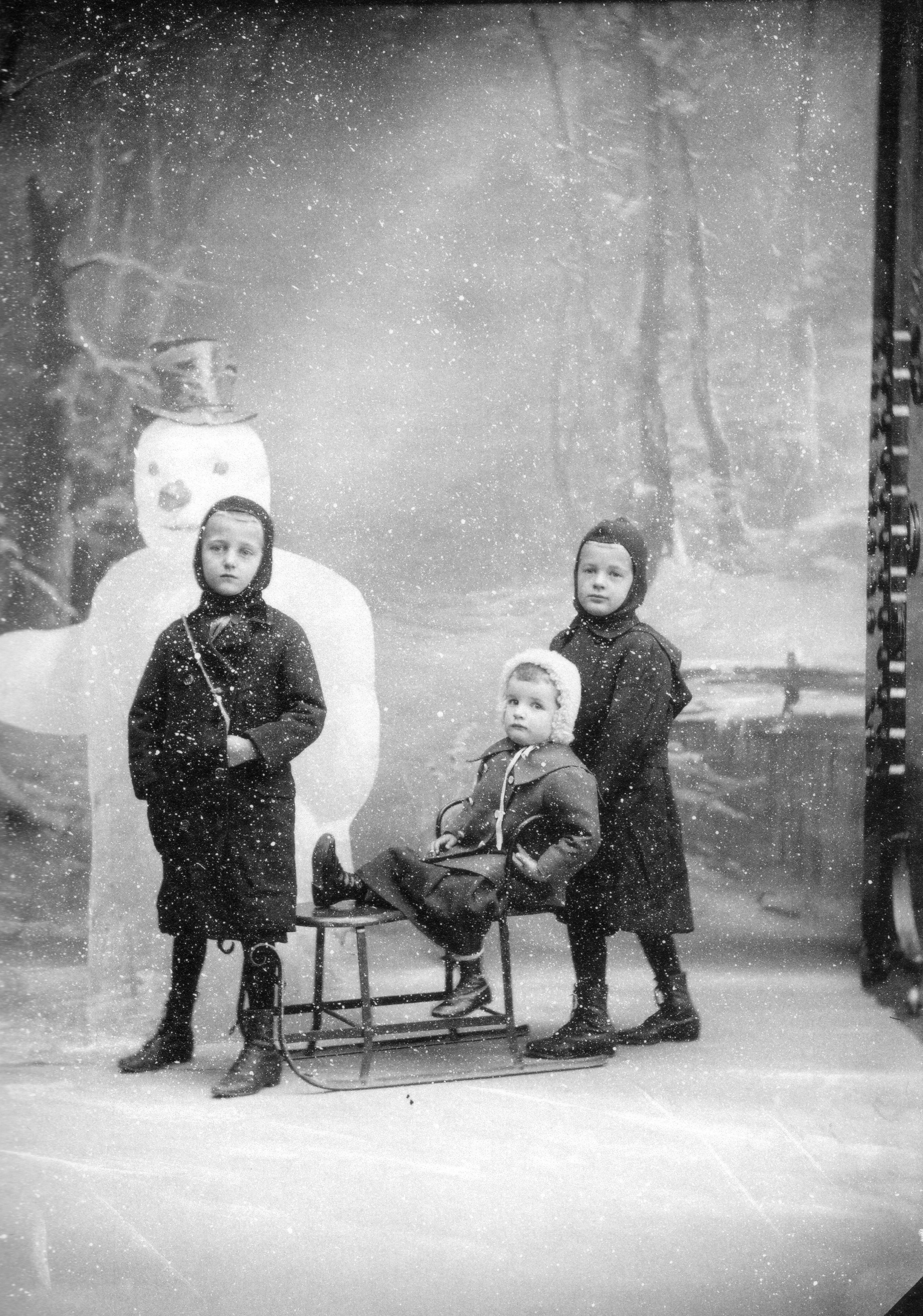
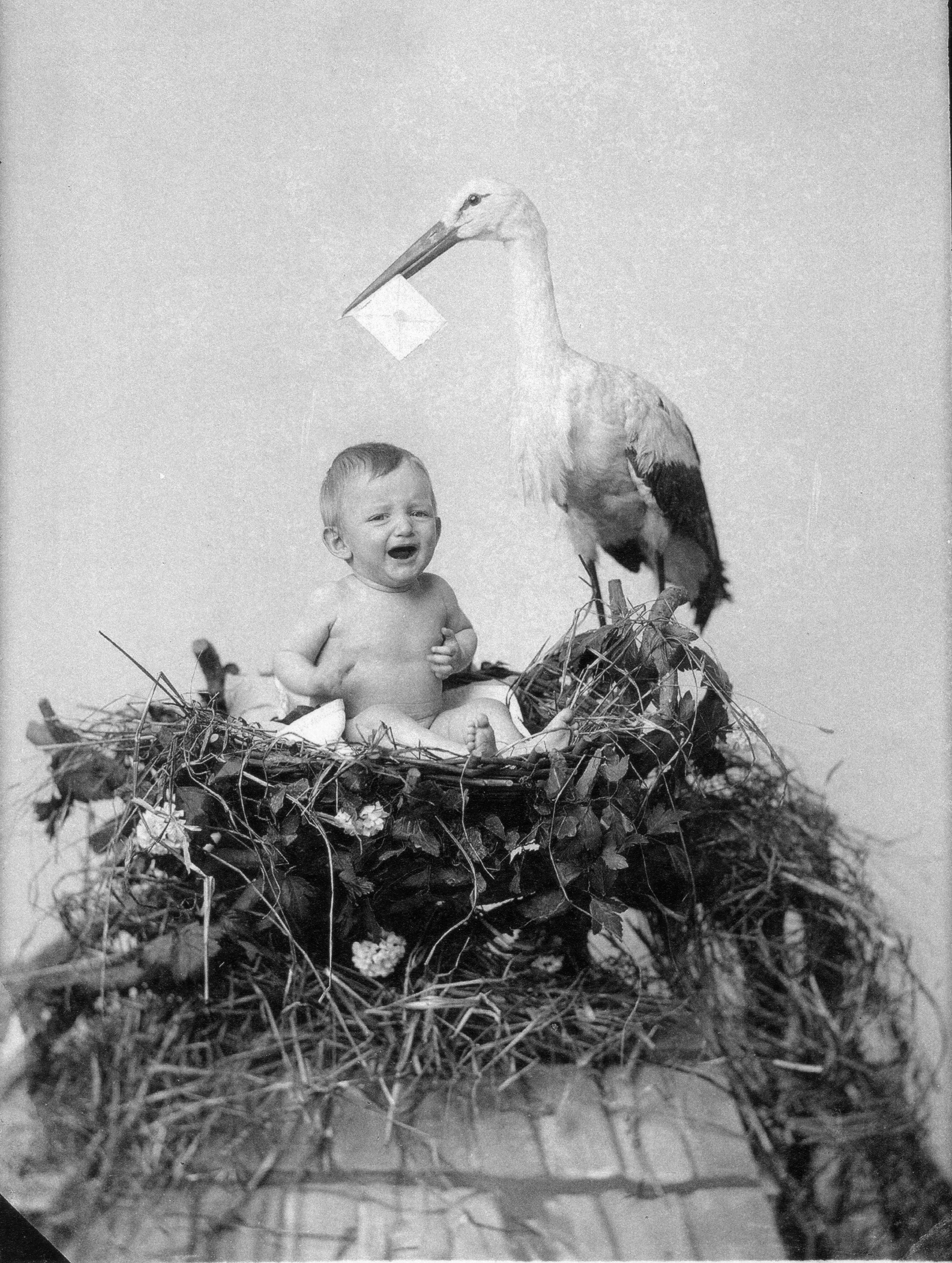
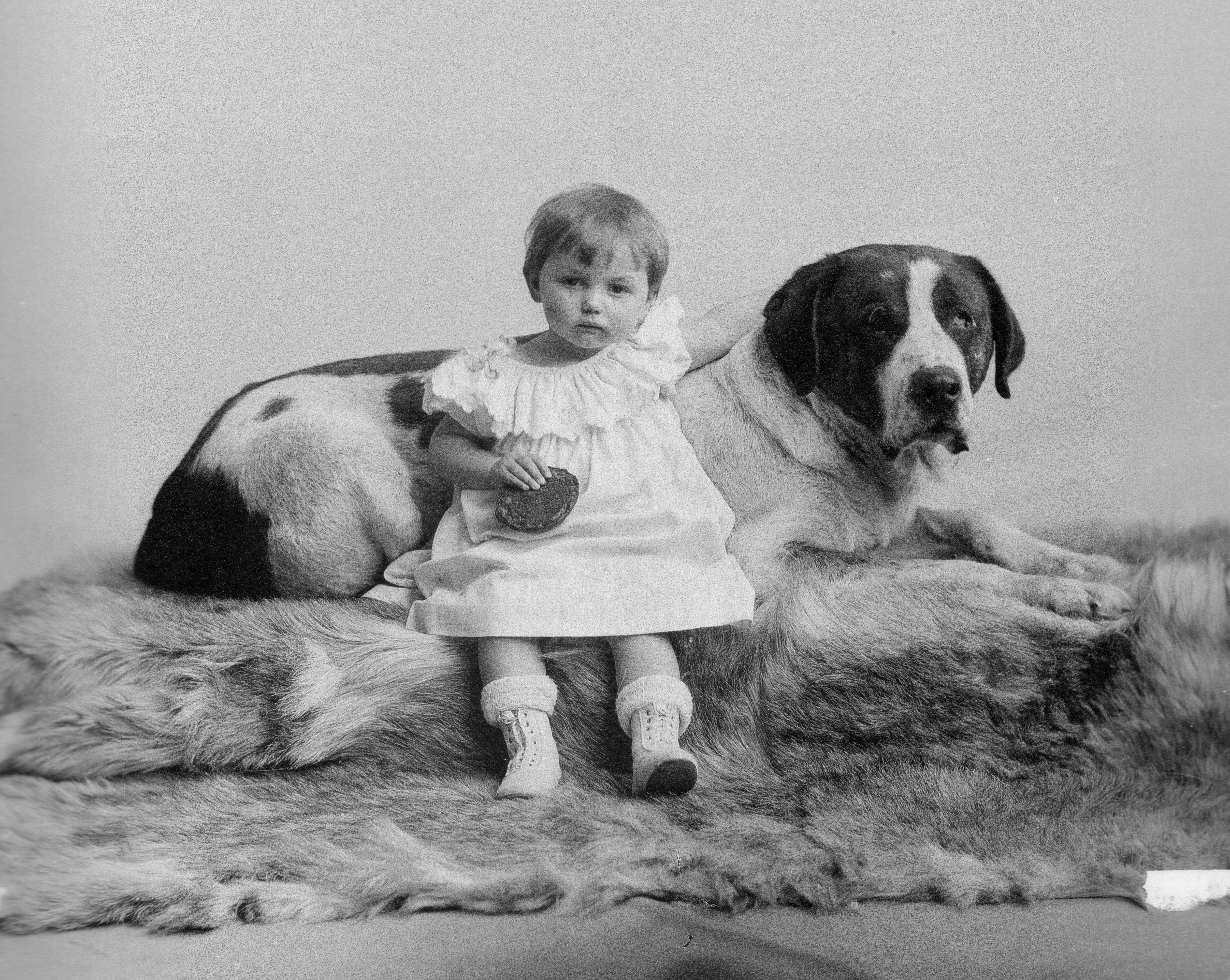
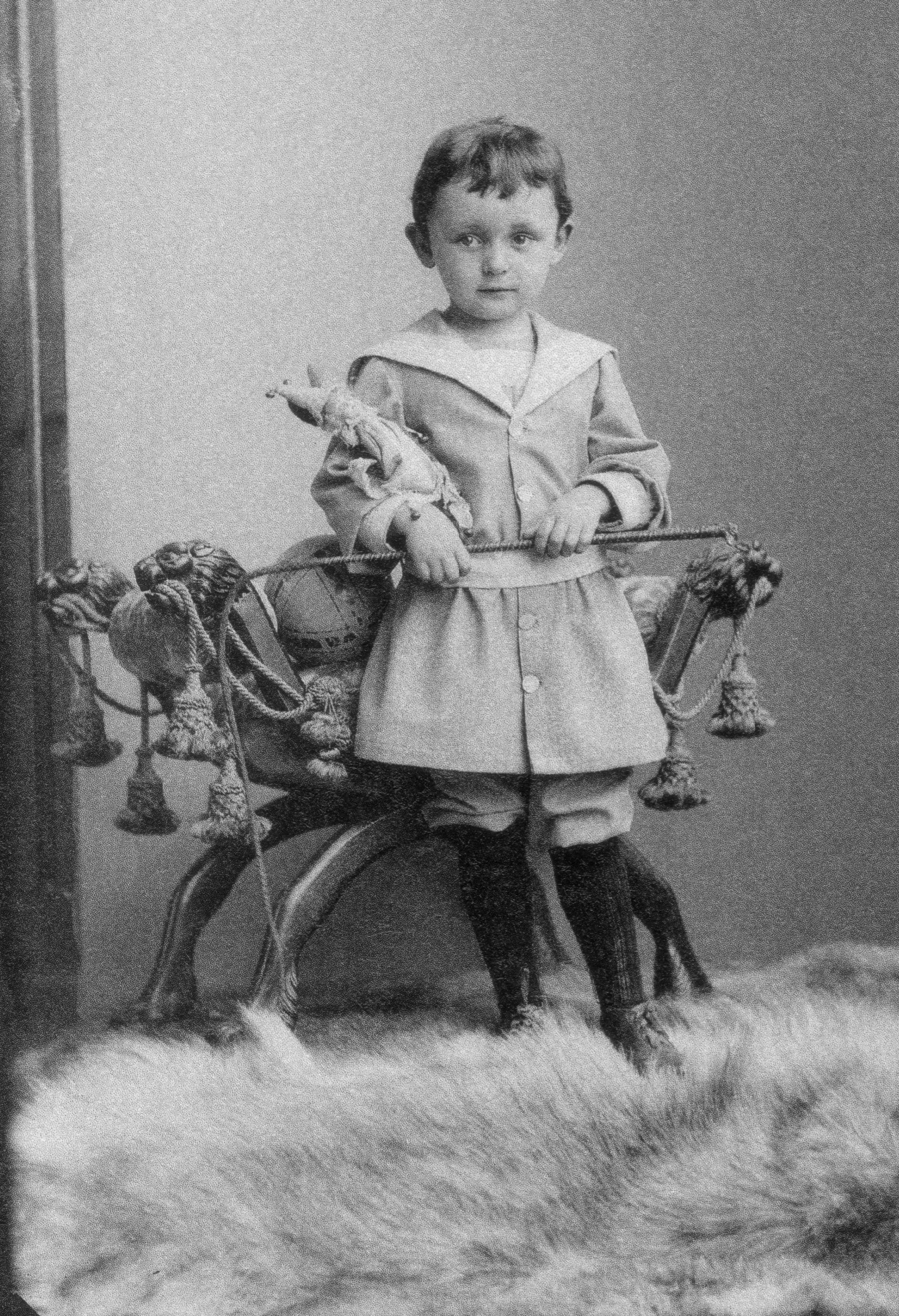
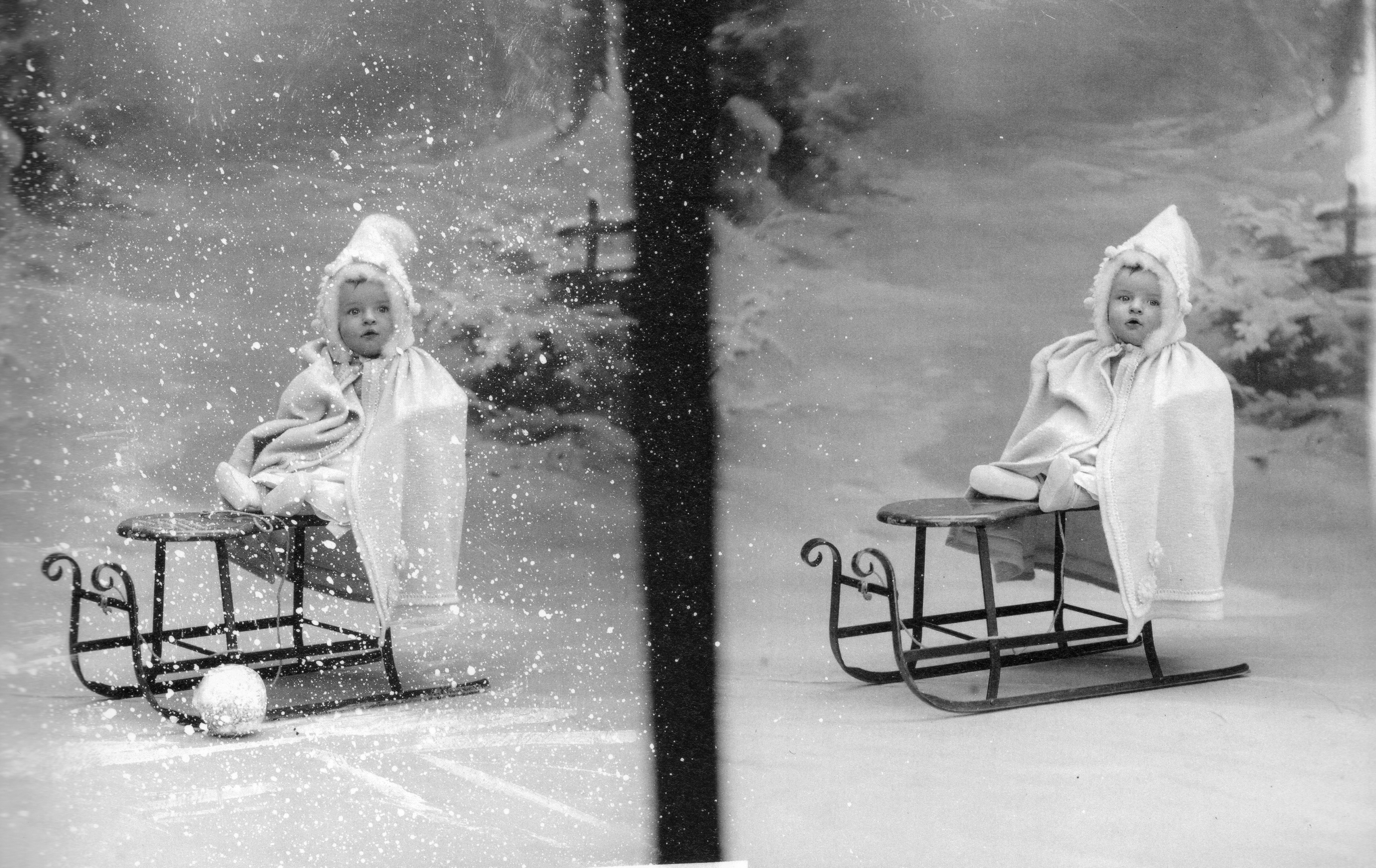
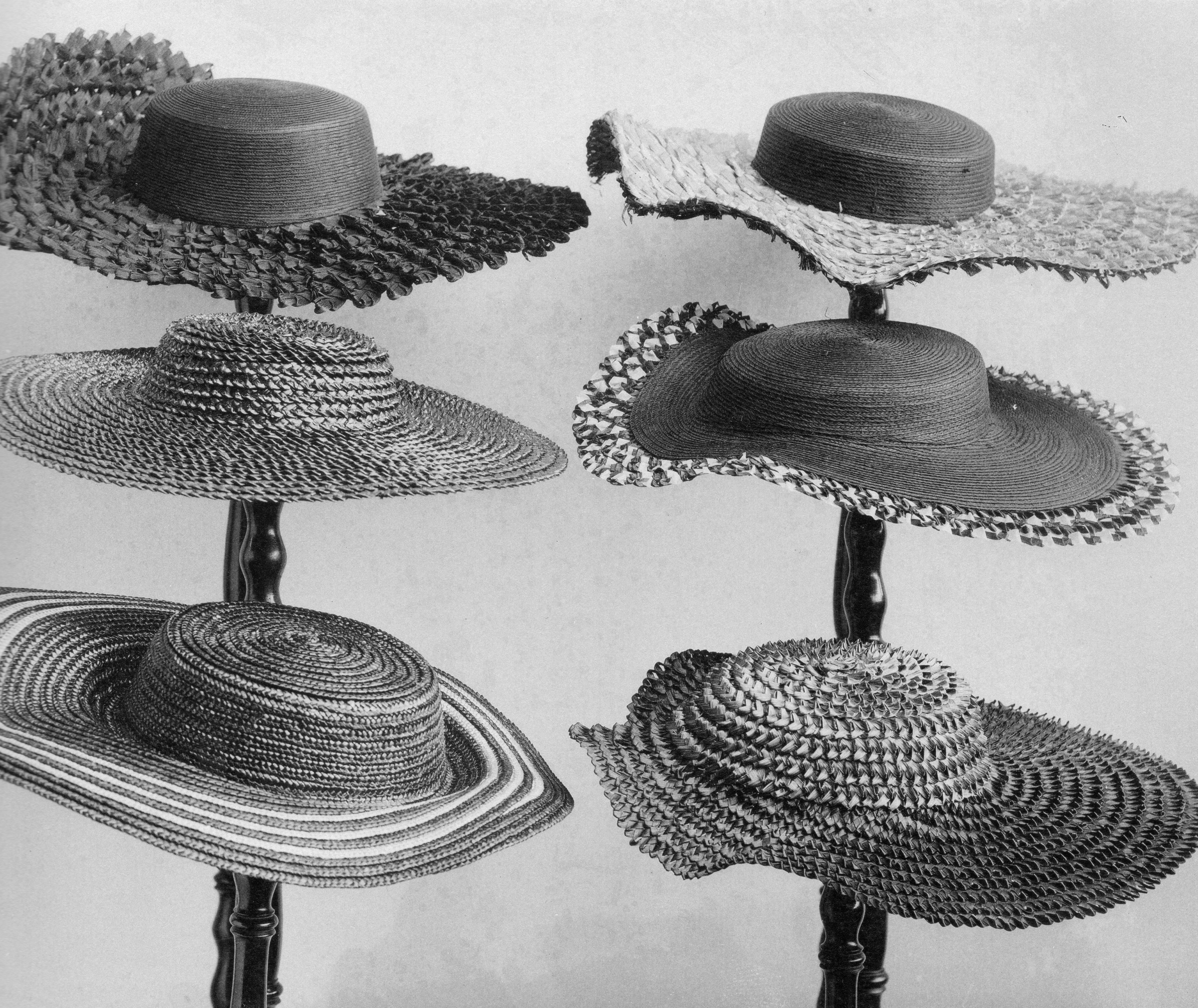